# Нитехвостые угри (род)
Нитехвостые угри (лат. Nemichthys) — род морских лучепёрых рыб из семейства нитехвостых угрей (Nemichthyidae). Распространены в тропических и тёплых умеренных водах всех океанов.

## Описание
Тело длинное и тонкое, максимальная длина тела представителей разных видов варьирует от 130 до 161 см. Челюсти очень длинные, загнутые наружу, напоминают клюв бекаса. Кожные гребни на голове отсутствуют. Хвостовая часть вытянута в длинную нить, выраженный хвостовой плавник отсутствует. В боковой линии три ряда пор. Анальное отверстие расположено рядом с горлом.

## Биология
Морские рыбы, обитают в средних слоях воды, иногда поднимаясь ближе к поверхности. Обычно неподвижно зависают в толще воды, головой вверх. Питаются планктонными ракообразными.
При созревании самцы резко изменяют свой внешний вид, теряют зубы, а челюсти значительно укорачиваются. Предположительно, аналогичное превращение может происходить и с самками. Эти изменения внешности, совпадающие с половым созреванием, позволяют думать, что нитехвостые угри гибнут сразу же после нереста.  Икра пелагическая (не обнаружена); в развитии проходят стадию лептоцефала.

## Классификация
В состав рода включают 3 вида:
| Изображение | Название                                                    | Ареал                                            | Глубина обитания, м | Максимальная длина тела, см |
| ----------- | ----------------------------------------------------------- | ------------------------------------------------ | ------------------- | --------------------------- |
|             | Nemichthys curvirostris (Strömman, 1896)                    | Тропические и тёплые умеренные воды всех океанов | 0–2000              | 143                         |
|             | Nemichthys larseni Nielsen & Smith, 1978                    | Восточная часть Тихого океана                    | 170–1280            | 161                         |
|             | Nemichthys scolopaceus Richardson, 1848 — Нитехвостый угорь | Тропические и тёплые умеренные воды всех океанов | 258–4337            | 130                         |